# Zapuže (gmina Radovljica)
Zapuže – wieś w Słowenii, w gminie Radovljica. W 2018 roku liczyła 387 mieszkańców.